# Paróquia de St. Bernard
A Paróquia de St. Bernard é uma das 64 paróquias do estado americano da Luisiana. A sede e a maior cidade da paróquia é Chalmette.
A paróquia possui uma área de 4 646 km² (dos quais 3 441 km² estão cobertas por água), uma população de 67 229 habitantes, e uma densidade populacional de 56 hab/km² (segundo o censo nacional de 2000). 
A Paróquia de St. Bernard foi fundada em 1803. Em 29 de agosto de 2005, a Paróquia de St. Bernard foi atingida pelo Furacão Katrina. A paróquia foi uma das mais afetadas da Louisiana. Estima-se o seu atual número de habitantes em cerca de 7 mil, devido à evacuação dos habitantes da paróquia antes do furacão ter atingido a região.